# Гуревич Раїса Самуїлівна
Раїса Самуїлівна Гуревич, після 1945 року Раїса Кальца (італ. Raissa Calza також італ. Raissa Calza de Chirico 28 грудня 1894 або 1897 — 24 січня 1979) — італійська танцівниця, артистка балету і класичний археолог. Послужила моделлю для низки портретів та інших картин свого чоловіка Джорджо де Кіріко.

## Біографія
Народилася 15 грудня 1894 року або в 1897 році в Одесі в родині лісопромисловця, мецената, купця першої гільдії Самуїла Лазаревича (Шмуля Лейзеровича) Гуревича (1863 — 2 січня 1939 Варшава) і Берти Йосипівни Герценштейн (1867—1919). Була наймолодшою з п'ятьох дітей. Батько, випускник Житомирської чоловічої гімназії, з братом Львом керував зразковим дослідним господарством в маєтку Корені в 20 км від Брест-Литовська (1900—1913), після продажу якого в 1913 році вони перевели свій торговий дім у Санкт-Петербург і поселилися на вулиці Галерній, № 14 і пізніше на Ординарній, № 3б. Тут він в 1914 році заснував макаронну фабрику і в тому ж році придбав маєток (майорат) в Тервусі на північному березі Ладозького озера, де Раїса провела кілька років, поки батько не був змушений продати його в 1919 році. Маєток відвідували Микола Реріх, Леонід Андрєєв та інші діячі російської культури, яким С. Л. Гуревич надавав фінансову підтримку.
Раїса росла в Брест-Литовську, вчилася в Санкт-Петербурзі. За бажанням батька стала танцівницею і актрисою. На театральній сцені в Москві познайомилася зі своїм першим чоловіком — режисером Георгієм Кролем. У 1919 році знялася в його фільмі «Под игом большевизма» під псевдонімом Раїса Лорк. Це був перший фільм в історії незалежної Фінляндії.
Після Жовтневої революції, яка застала їх в сімейному маєтку в Тервусі, Раїса та Георгій виїхали з Фінляндії і 30 квітня 1920 року через Англію і Францію переїхали в Турин до одного з компаньйонів батька, Ріккардо Гуаліно. Після нетривалого перебування в Римі (з 9 по 20 липня 1920 року) вони прибули в Берлін, де провели наступні два роки і лише в листопаді 1922 року повернулися до Італії. В офіційних документах цього часу вони значилися як Raissa Kroll-Lork і George Kroll. Наступні півтора року вони багато подорожували по Італії, Північній Африці та Франції, а в січні 1925 року повернулися в Рим.
У 1923 році Раїса танцювала головну партію у Германа Шерхіта в римській постановці «Історії солдата» (театр дельї Ундічі або театр Піранделло). Під час цієї роботи Раїса познайомилася зі знаменитим італійським художником Джорджо де Кіріко, який робив декорації і костюми для постановки. В результаті бурхливого роману Раїса розлучилася з Георгієм Кролем, який наприкінці 1925 року повернувся до Росії, і в грудні 1925 вийшла заміж за Джорджо де Кіріко. У 1926 році Джорджо де Кіріко написав картину «Подружжя», де зобразив себе і Раїсу. У Парижі Раїса захопилася археологією і навчалася в Школі Лувру у Шарля Пикара. У 1930 році де Кіріко переїхав до своєї нової пасії (і майбутній дружині) Ізабелли Пакшвер (1909—1990), єврейки з Варшави. Після розлучення в 1931 році Раїса поїхала в Рим.
У фашистській Італії через відсутність формальної освіти і єврейського походження Раїса не змогла знайти роботу за фахом археолога. З 1937 року працювала фотографом і помічником директора розкопок в Остії-Антик. Очолював ці розкопки великий італійський історик і археолог Гвідо Кальца. Раїса вийшла за нього заміж в 1945 році, за рік до його смерті. Овдовівши, Раїса пропрацювала на археологічних розкопках в Остії-Антик до 1968 року.
Раїса Кальца знала кілька європейських мов, публікувалася на археологічні теми, зробила багато наукових фотографій. В знак визнання її внеску в італійську археологію 2 червня 1967 року було нагороджено золотою медаллю «За внесок в розвиток культури та мистецтва».
Померла 24 січня 1979 року в Римі в будинку для літніх людей. Була похована на кладовищі Сант-Ерколано недалеко від Остії-Антики, де також поховані Гвідо Кальца і Джованни Бекатти. Її архів надійшов в Гуманітарну бібліотеку Сієни.

## Родинні зв'язки
- Її сестра Анна Самуїлівна Тумаркин була одружена з промисловцем Олександром Мойсеєвичем Тумаркіним (1885—1941) — директором заснованого його тестем Самуїлом Гуревичем акціонерного товариства і племінником філософа Ганни Тумаркин[8]; він разом з іншим зятем С. Л. Гуревича очолював видавництво «Пантеон» в 1908—1910 роках поки З. І. Гржебіна був позбавлений права на видавничу діяльність. Їх внучка — американська історик-славіст Ніна Тумаркин (нар. 1945), професор і декан історичного відділення коледжу Уелслі Гарвардського університету, автор численних праць з сучасної історії Росії та Радянського Союзу, в тому числі монографій «Lenin Lives! The Lenin Cult in Soviet Russia» (Ленін живий! Культ Леніна в Радянській Росії, 1983 і 1997) і «The Living and the Dead: The Rise and Fall of the Cult of World War II in Russia» (Живі і мертві: Зліт і крах культу Другої світової війни в Росії, 1994), дружина теолога Харві Кокса. Інша внучка — Олена Френклі, директор заповідника біблійного ландшафту «Неот Кедумім» в Ізраїлі.
- Інша сестра Софія Самуїлівна Ройхель (17 квітня 1889 році, Одеса — ?)[26] була одружена з випускником Юр'ївського університету, присяжним повіреним Олександром Ансельмовічем (Ісааком Анчеловічем) Ройхелем (1885—1933)[27], сином кременецького казенного рабина, пізніше завідувача одеським громадським єврейським училищем і талмудторою, купцем першої гільдії, почесним громадянином Анчела (Аншель) Ісааковича Ройхеля (1850—1910 або 1917)[28]. Їхня донька Ізабелла народилася 3 лютого 1907 року. А. А. Ройхель разом з іншим зятем Самуїла Гуревича А. М. Тумаркин був співвласником петербурзького видавництва «Пантеон» З. І. Гржебина в 1908—1910 роках. В еміграції родина жила в Парижі[29].
- Брат Борис, перервавши навчання в Нью-Йоркському університеті, у вересні 1918 повернувся до Фінляндії і вступив добровольцем в армію генерала Денікіна[30]. У 1920 році разом з братом виїхав до Європи.

## Монографії
(Повна бібліографія Раїси Кальци)
- Raissa Calza. Museo ostiense. Roma: La Libreria dello stato, 1947.
- Raissa Calza. Cronologia ed identificazione dell ' «Aggripina» Capitolina. Rome: Tipografia Poliglotta Vaticana, 1955.
- Galleria Borghese. Collezione degli oggetti antichi a cura di Raissa Calza . Roma: Gabinetto Fotografico Nazionale, 1957.
- M. Floriani-Squarciapino, I. Gismondi, G. Barbieri, H. Bloch, R. Calza. Le Necropoli. PI: Le tombe di età republicana e augustea. Roma: Istitito Poligrafico dello Stato, 1958.
- Raissa Calza, Ernest Nash. Ostia. Firenze: Sansoni, 1959.
- Raissa Calza, Maria Floriani Squarciapino. Museo ostiense. Roma: Istituto poligrafico dello Stato, Libreria dello Stato, 1962.
- Raissa Calza. I Ritratti. Ritratti greci e romani fino al 160 circo DC Scavi di Ostia. Roma: Istituto poligrafico dello Stato, Libreria dello Stato, 1964.
- Raissa Calza. Iconografia romana imperiale. Da Carausio a Giuliano (287—363 DC). Roma: L'erma di Bretschneider, 1972.
- Giuseppina Pisani Sartorio, Raissa Calza. La villa di Massenzio sulla via Appia: il palazzo, le opere d'arte. Roma: Istituto di studi romani, 1976.
- Raissa Calza. Antichità di Villa Doria Pamphilj. Roma: De Luca, 1977.
- Raissa Calza. Ritratti romani dal 160 circa alla metà del III seco. DC Roma: Istituto poligrafico dello Stato, Libreria dello Stato, 1978.
- Lidia Paroli, Guido Calza, Giovanni Becatti, Maria Floriani Squarciapino, Raissa Calza. La basilica cristiana di Pianabella. Roma: Istituto Poligrafico e Zecca dello Stato, Libreria dello Stato, 1999..